# 15 cm Kanone 39
15 cm Kanone 39 (15 cm K.39) – niemiecka armata polowa z okresu II wojny światowej. Armata K.39 miała łoże kołowe, dwuogonowe, rozstawne. Zamek klinowy. Zasilanie amunicją składaną (3 ładunki). Trakcja motorowa.  Oryginalnie broń ta była przeznaczona na eksport i znaczną partię armat zamówiła Turcja, ale ostatecznie pozostały one w Niemczech i weszły na uzbrojenie Wehrmachtu.